# Isidore Singer
Isidore Singer (Hranice, 10 novembre 1829 – New York, 1939) è stato un editore ed enciclopedista austriaco naturalizzato statunitense.

## Biografia
Isidore Singer, nato nel 1859 a Hranice (Olomouc), Moravia (ora Repubblica Ceca), ebreo suddito dell'Impero austriaco, è stato un creatore e principale artefice della prima enciclopedia dell'ebraismo: Jewish Encyclopedia e fondatore dell'American League for the Rights of Man (Lega Americana dei diritti dell'uomo).
Studiò all'Università di Berlino e di Vienna, dove consegue il dottorato nel 1884. Nello stesso anno, fonda e pubblica la rivista di letteratura austriaca, Allgemeine Oesterreichische Literaturzeitung, che redige e pubblica a Vienna dino al 1887, anno in cui ottiene il posto di segretario e bibliotecario nominato dal conte Alexandre Foucher de Careil, ambasciatore di Francia a Vienna. Accompagnò l'ambasciatore a Parigi, dove diviene distaccato presso il ministero degli affari esteri. Successivamente, nel 1893-1894, diventa fondatore ed editore capo del giornale La Vraie Parole, che è una risposta e una opposizione al giornale antisemita di Édouard Drumont: La Libre Parole. Durante l'affare Dreyfus, Isidore Singer prende vigorosamente posizione nel suo giornale in favore di Alfred Dreyfus.
Nel 1895 emigra a New York, dove raccolse i fondi necessari e pubblicò una « Enciclopedia della storia e dell'evoluzione della mentalità della razza ebraica » (The Encyclopedia of the History and Mental Evolution of the Jewish Race) il cui titolo fu poi sostituito da Jewish Encyclopedia e successivamente a sua cura pubblicò l'opera in dodici volumi (1901-1906).
Singer inoltre pubblicò Russia at the Bar of the American People (New York, 1904), in memoria dei primi pogrom di Kichinev (Chișinău). È stato anche il capo redattore di International Insurance Encyclopedia nel 1909 ed è stato coeditore di opere classiche della letteratura tedesca del XIX e XX secolo (20 volumi).

## Opere
- Berlin, Wien und der Antisemitismus, 1882
- Presse und Judenthum, 1882
- Sollen die Juden Christen Werden?, 1884, con la contribuzione di Ernest Renan
- Briefe Berühmter Christlicher Zeitgenossen über die Judenfrage, 1884
- Die Beiden Elektren—Humanistische Bildung und der Klassische Unterricht, 1884
- Auf dem Grabe Meiner Mutter 1888 (tradotto in ebraico da Solomon Fuchs)
- Le Prestige de la France, 1889
- La Question Juive, 1893
- Anarchie et Antisémitisme, 1894
- Der Juden Kampf ums Recht, 1902